# Gavião-peneira
O gavião-peneira ou peneireiro-de-rabo-branco (nomenclatura binomial: Elanus leucurus) é uma espécie de ave da família Accipitridae pertencente ao gênero Elanus (ave de rapina).
Essa espécie é encontrada na América do Sul, principalmente no Brasil, Argentina e Chile e também na América do Norte.

## Nomes populares
O nome gavião-peneira foi selecionado como nome vernáculo técnico para a espécie pelo Comitê Brasileiro de Registros Ornitológicos (CBRO) em 2021.
Seu nome popular de peneira atribui-se ao ato semelhante ao uso de uma peneira, "peneirando" enquanto caça. A ave paira no ar, batendo as asas em oposição ao vento, com o corpo em inclinação para trás.

## História e taxonomia
Foi descrito em 1818 pelo ornitólogo francês Louis Jean Pierre Vieillot, sob o nome binominal de Milvus leucurus, com o Paraguai como localidade-tipo. É agora uma das quatro espécies do gênero Elanus (caeruleus, axillaris, scriptus e leucurus) que foi introduzida em 1809 pelo zoólogo francês Jules-César Savigny. A palavra Elanus é elanos da Grécia Antiga para uma "pipa". O leucurus, epíteto específico, provém do grego antigo leukouros, em que leukos é "branco" e oura é "cauda".
Por algumas décadas recentes, o gavião-peneira foi agrupado com o peneireiro-cinzento da Europa e da África como Elanus caeruleus, coletivamente chamado de peneireiro-de-ombros-pretos. Mais recentemente, argumentou-se que o gavião-peneira diferia das espécies do Velho Mundo em tamanho, forma, plumagem e comportamento, e que essas diferenças eram suficientes para garantir o status de espécies distintas. Esse argumento foi aceito pela União dos Ornitólogos Americanos, de modo que o gavião-peneira retornou ao nome original. Enquanto isso, no Velho Mundo, E. caeruleus é mais uma vez chamado de asa negra, enquanto o nome peneireiro-de-ombros-pretos é agora reservado para uma espécie australiana, Elanus axillaris, que também tinha sido agrupada em E. caeruleus, mas agora é considerada como separada novamente.

### Subespécies
São reconhecidas duas subespécies:
- Elanus leucurus leucurus (Vieillot, 1818) - ocorre desde o leste do Panamá até o Brasil, região central da Argentina e região central do Chile;
- Elanus leucurus majusculus (Bangs & T. E. Penard, 1920) - ocorre desde o sudoeste dos Estados Unidos da América até o oeste do Panamá.

## Descrição
Quando adulto, o gavião-peneira pode medir de 38–43 cm de comprimento, com asas medindo 88–102 cm, e pesar 250 a 380g. As asas, com 29-32,8 cm (11,4-12,9 polegadas) cada, e a cauda, com 15,1-18,6 cm (5,9-7,3 polegadas), são relativamente alongadas. O tarso mede cerca de 3,6 cm (1,4 polegada). Apresenta asas pontiagudas, com sua parte superior cinza-claro, ocorrendo uma mancha negra em seus ombros. Na porção inferior, é branca com cinza-claro nas pontas das asas e pequenas manchas negras numa área circular próxima ao ombro. Possui cauda branca, íris avermelhadas e uma máscara preta na região orbicular dos olhos, além de possuir a parte cranial do bico preta e a caudal amarela. Já os jovens apresentam manchas pontilhadas marrons no peito, pescoço e cabeça, contendo o dorso marrom com manchas brancas.

## Distribuição geográfica

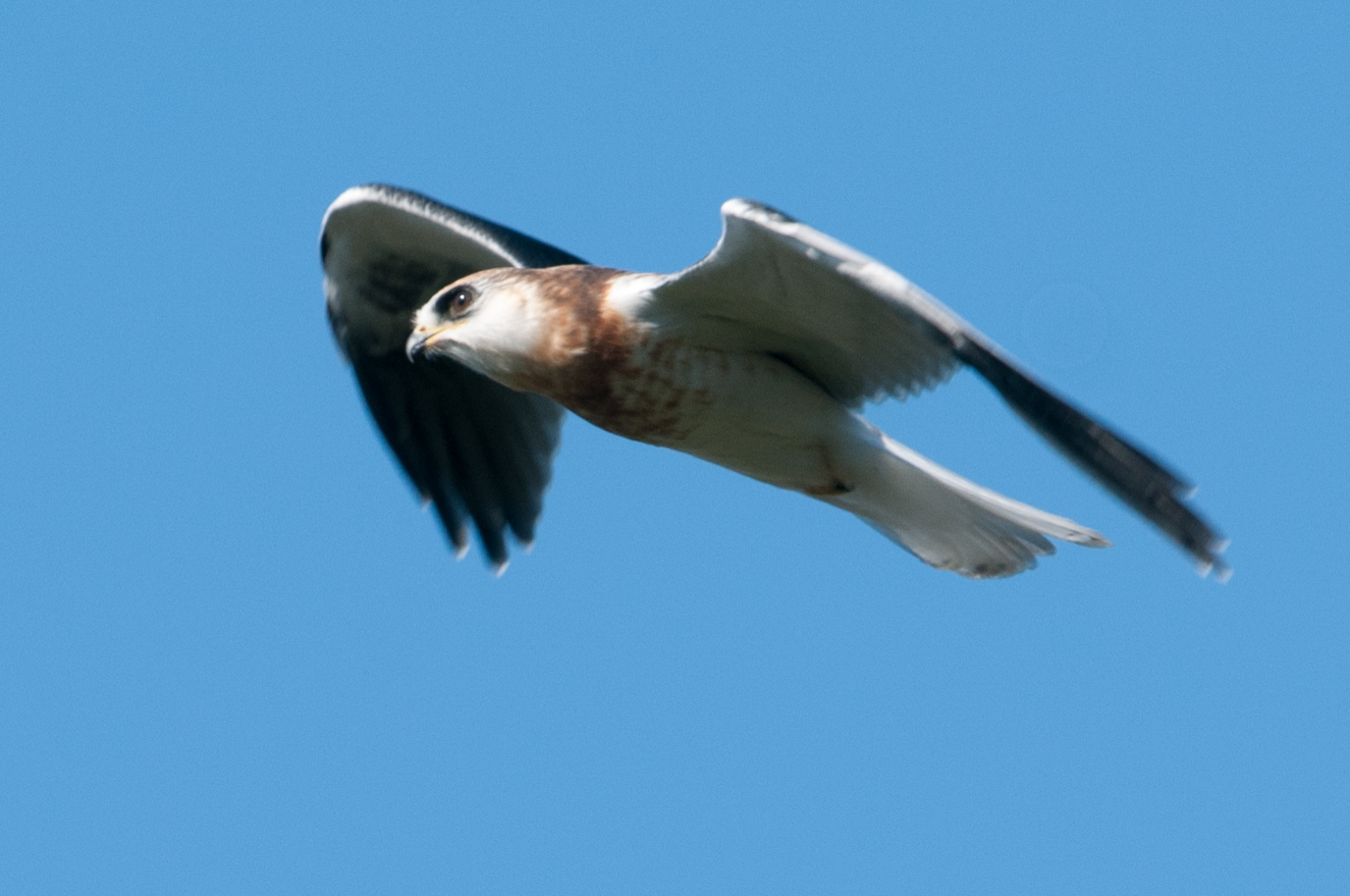
Gavião-peneira jovem.

O gavião-peneira foi extinto na Califórnia nas décadas de 1930 e 1940 devido ao abate e coleta de ovos, mas agora eles são comuns novamente. No entanto, a sua distribuição é localizada. Eles podem ser encontrados no Vale Central, nas áreas costeiras do sul e em áreas abertas ao redor de Goleta, incluindo o Ellwood Mesa Open Space, pântanos no Condado de Humboldt e também ao redor da Baía de São Francisco. Em outros lugares, eles ainda são raros ou ausentes. Eles também são encontrados no sul do Texas, na península de Baja Califórnia e no leste do México. O gavião-peneira é uma espécie de campo que ocorre também no Chile e Argentina até a América do Norte, beneficiando-se cada vez mais dos avanços agrícolas.

### Distribuição na Colômbia
Geralmente acham-se 1000 indivíduos de gavião-peneira, ocasionalmente 1800 perto de Popayán, e até 2600 na savana de Bogotá. Aparece no Alto Cauca, no Golfo de Ubará a leste da costa do Caribe, Tolima, Cundinamarca, norte do Santander até o rio Guaviare e Caquetá.

## Reprodução e ciclo de vida

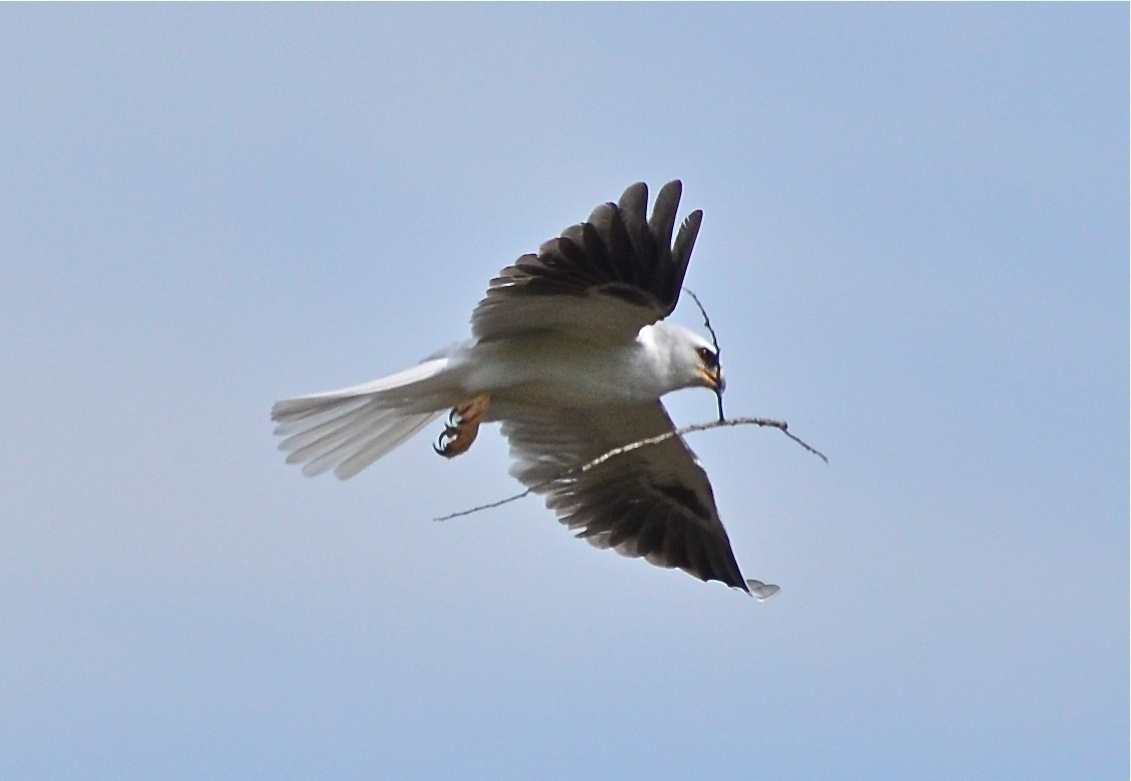
Gavião-peneira carregando galho para fazer seu ninho.

Geralmente usa ninhos abandonados, ou os pais os constroem juntos, com gramíneas e galhos secos. O período reprodutivo depende da região e período do ano. No norte da América do Sul o período de fevereiro a maio foi descrito como o melhor momento reprodutivo. Pode colocar de 3 a 5 ovos, sendo em média quatro, tendo uma alta taxa de mortalidade. O período de incubação varia de 30-32 dias, podendo ser mais rápido em áreas que favoreçam a maior distribuição de alimento. Após o nascimento, o macho fica responsável por alimentar a fêmea e seus filhotes, que são capazes de voar após 35-40 dias de nascidos.

## Dieta e caça

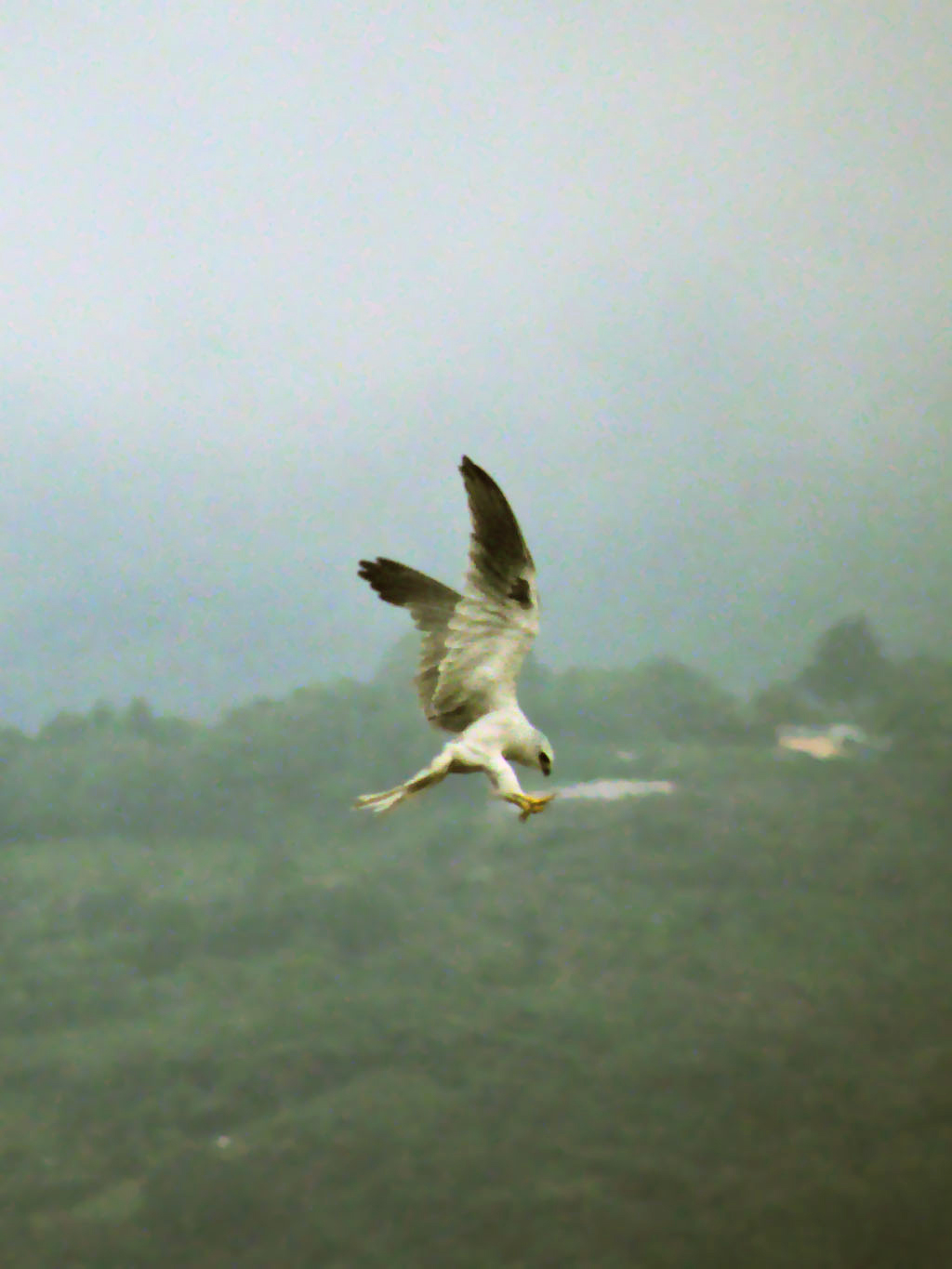
Gavião-peneira mergulhando para predar seu alimento.

O gavião-peneira prioriza a caça em ambientes abertos por conta do seu comportamento de peneirar. Em um estudo realizado no município de Venâncio Aires, região centro-nordeste do estado do Rio Grande do Sul, foram coletadas 1134 pelotas de regurgitação do gavião-peneira entre dezembro de 1997 e novembro de 2000. Pequenos mamíferos como o roedor alóctone Mus musculus e os roedores nativos A. paranaensis, N. lasiurus e o marsupial M. dimidiata compuseram 95% da dieta. O M. musculus foi a espécie mais predada (67,4%) e considerada a mais importante, por conta da frequência e a biomassa adquirida ao gavião. No período reprodutivo (primavera/verão), os roedores nativos e pequenos mamíferos foram mais frequentemente predados, por conta do padrão de variação sazonal do M. musculus. Em raros casos ele se alimentava de outras aves (4,6%) e répteis mais insetos (0,4%).

## Ecologia e comportamento
O gavião-peneira tem um voo harmonioso, ficando pairando a uma altura de 30–35 m para observar o local em busca de sua presa. Ele coloca suas asas em formato de V e as bate regularmente, permanecendo estático no ar. Em algumas ocasiões ele combina o voo em patrulha com paradas no ar para peneirar observando sua caça; quando a avista, desce ou mergulha lentamente sobre sua presa. O gavião-peneira também pode ser visto empoleirado em áreas abertas, como campos. Sua técnica de campo, dessa forma, é de adquirir pontos de observação, com preferência por lugares com zonas abertas para peneirar em busca de seu alimento e estradas.